# 잔혹한 신이 지배한다
《잔혹한 신이 지배한다》(일본어: 残酷な神が支配する 잔코쿠나 가미가 시하이스루[*])는 하기오 모토가 창작한 일본의 만화이다. 1992년 ~ 2001년에 쇼가쿠칸이 발행하는 만화 잡지인 《플라워스》에 연재되었다. 하기오 모토는 이 작품으로 1997년 제1회 데즈카 오사무 문화상에서 우수상을 수상하였다.

## 줄거리
제르미는 아버지 없이 어머니 산드라와 서로 의지하며 사는 소년이다. 어느 날 그렉이라는 신사가 산드라가 일하는 화랑에 찾아와 화랑에 진열되어 있는 날밑을 팔라고 부탁한다. 산드라는 그렉의 부탁을 거절하지만 그렉이 산드라를 설득하기 위해 화랑에 자주 방문하면서 산드라와 그렉은 가까워진다. 그렉은 산드라에게 구애하는 동시에 아들인 제르미에게 섹스를 제안한다. 제르미가 그렉의 제안을 거절하자 그렉은 산드라에게 일방적으로 이별을 통보하고 평소 의존적인 성격이던 산드라는 충격을 받아 자살을 시도한다. 결국 제르미는 그렉의 제안을 수락하고 그뒤로 그렉은 산드라를 구실로 제르미에게 섹스를 강요한다.